# Mirtha Legrand
Mirtha Legrand, pseudonimo di Rosa María Juana Martínez (Villa Cañás, 23 febbraio 1927), è un'attrice argentina.
Dal 1968 conduce Almorzando con Mirtha Legrand.

## Biografia
Ha una sorella gemella Silvia Legrand anche lei attrice, deceduta nel 2020.

## Filmografia

### Cinema
- Hay que educar a Niní (1940)
- Novios para las muchachas (1941)
- Los martes, orquídeas (1941)
- Soñar no cuesta nada (1941)
- Adolescencia (1942)
- El viaje (1942)
- Claro de luna (1942)
- El espejo (1943)
- Safo, historia de una pasión (1943)
- La pequeña señora de Pérez (1944)
- Mi novia es un fantasma (1944)
- La casta Susana (1944)
- María Celeste (1945)
- La señora de Pérez se divorcia (1945)
- Cinco besos (1945)
- Un beso en la nuca (1946)
- Treinta segundos de amor (1947)
- El retrato (1947)
- Como tú lo soñaste (1947)
- Pasaporte a Río (1948)
- Vidalita (1948)
- La doctora quiere tangos (1949)
- La vendedora de fantasías (1950)
- Esposa último modelo (1950)
- El pendiente (1951)
- La de los ojos color del tiempo (1952)
- Doña Francisquita (1952)
- Tren internacional (1954)
- El amor nunca muere (1955)
- La pícara soñadora (1956)
- En la ardiente oscuridad (1959)
- La patota (1960)
- Sábado a la noche, cine (1960)
- Bajo un mismo rostro (1962)
- La cigarra no es un bicho (1963)
- Con gusto a rabia (1965)

### Televisione
- M ama a M (1958)
- Carola y Carolina (1966)
- Almorzando con Mirtha Legrand (1968-in corso)
- Conversando con Mirtha Legrand (1988)
- Mirtha para todos (1990)
- Mirtha de noche (1999-2000-2004)
- Son amores - serial TV (2002)
- La dueña - serial TV (2012)
- La noche de Mirtha (2013)

### Radio
- El club de la amistad (1943)
- Mirtha en la red (2004-2005)

## Teatro
- 1957 - La Luna es azul
- 1962 - Buenos Aires de seda y percal
- 1964 - Divorciémonos
- 1966 - Mi complejo es el champagne
- 1968 - Secretismo shh
- 1969 - El proceso de Mary Duggan
- 1970 - 40 kilates
- 1975 - Constancia
- 1978 - Rosas rojas, rosas amarillas
- 1986 - Tovarich
- 1990 - Potiche